# (51825) Davidbrown
(51825) Davidbrown (2001 OQ33) – planetoida z grupy pasa głównego asteroid okrążająca Słońce w ciągu 5,11 lat w średniej odległości 2,97 j.a. Odkryta 19 lipca 2001 roku.